# Journal of International Affairs
Le Journal of International Affairs est une revue académique semestrielle couvrant la politique étrangère. Créé en 1947, elle est éditée par des étudiants diplômés de l'École des affaires internationales et publiques de l'université de Columbia à New York. 
Il a été créé en tant qu'organisation à but non lucratif. La rédactrice en chef est Elizabeth Hudler.

## Rédacteurs en chef
Les personnes suivantes sont ou ont été rédacteurs en chef :
- Harrison Parker, 1947–1948
- John Lippmann, 1948–1949
- Richard Rowson, 1950–1951
- Richard Newman, 1951–1952
- Roger Ross, 1952–1953
- Albert Mark, 1953–1954
- Richard Cornell, 1954–1955
- Richard Palmer, 1955–1956
- John Kruse, 1956–1957
- R. Laurence Garufi, 1957–1958
- Richard Dodson, 1958–1959
- Aurelius Fernandez, 1959–1960
- Edward Greathead, 1960–1961
- Bruce Nelan, 1961–1962
- Everett Kelsey, 1962–4963
- Bernard Klem, 1963–1964
- Aaron Klieman, 1964–1965
- Robert Matthews, 1966–1967
- John Farrell, 1967–1968
- John Quitter, 1968–1969
- John Rounsaville, 1969–1970
- Paul  Shapiro, 1970–1971
- David Sullivan, 1971–1972
- James Grant, 1972–1973
- Brian Connelly, 1973–1974
- Gregg Rubinstein, 1974–1975
- Marc Wall, 1975
- Mary-Ellen Pignatelli, 1975–1976
- Douglas Cardon, 1976
- Alan Buckley, 1976–1977
- Stephen Douglas, 1977–1978
- David Chaffetz, 1978–1979
- Lesley Rimmel, 1980–1981
- Martin Marris, 1981–1982
- Joshua Katz, 1982–1983
- Lauren Kelley, 1984
- Roger Baumann, 1985
- James Ryan, 1986
- Paul Walting, 1987
- William Rogers, 1988
- Martin Malin, 1989
- Julie Rasmussen, 1990
- Gregory White, 1991
- Matthew Tiedemann, 1992
- Melissa Sawin, 1992–1993
- Sonali Weerackody, 1993–1994
- M. Kathleen Tedesco, 1994–1995
- Michael Pedroni, 1996–1997
- Ana Cutter, 1997–1998
- S. Austin Merrill, 1999–2000
- Robert A. Schupp, 1999–2000
- Deirdre Brennan, 2000–2001
- Nancy van Itallie, 2001–2002
- Priscilla Ryan, 2002–2003
- Genevieve Sangudi, 2003–2004
- Hamilton Boardman, 2004–2005
- Moran Banai, 2005–2006
- Daniel Doktori, 2006–2007
- Saul Acosta Gomez, 2007–2008
- Eugene Sokoloff, 2008–2009
- Gerald Stang, 2009–2010
- Rikha Sharma Rani, 2010–2011
- Paul Fraioli, 2011–2012
- Jon Grosh, 2012–2013
- Andrew Zsoldos, 2013–2014
- Bryan Griffin, 2014–2015
- Eliza Keller, 2015–2016
- David Kampf, 2016–2017
- Zinnia Bukhari, 2017–2018
- Zachary Hanson, 2018–2019
- John Sakellariadis, 2019–2020
- Jiwon Ma, 2020–2021
- Samir Kumar, 2021
- Elizabeth Hudler, 2022-present